# 이사금
이사금(泥師今, 尼師今, 尼斯今, 泥斯今)은 신라에서 군주를 뜻했던 칭호 중 하나로, 신라 제3대 왕인 유리 이사금부터 18대 실성 이사금까지 사용된 명칭이다.
'이사금'이라는 표현은 현대 한국어의 '임금'이라는 표현의 원형으로 알려져 있다.

## 이사금의 유래
광개토왕릉비에서는 '매금'(寐錦)이라고 쓰고 있다.
유리 이사금의 등극 이야기에는 '이사금'의 유래가 소개되어 있다. 남해 차차웅이 죽고, 유리 이사금은 덕망이 있던 석탈해에게 왕위를 양보하려 했다. 그러나 석탈해는 "훌륭하고 지혜 있는 사람은 이가 많으니 떡을 깨물어 서로 이를 비교해 보자"면서, 유리 이사금과 이빨 수를 헤아려 보았다. 그 결과 유리 이사금의 이가 더 많았고, 석탈해는 왕위를 양보했다. 위서 논란이 있는 화랑세기에서는 이를 치리(齒理), 즉 '이의 자국'의 방언이라 하고 있다.
학자들의 견해로는 《삼국사기》에서 '以齒長相嗣 故稱尼師今'으로 기록된 것에 따라 '잇다(嗣·繼)'를 뜻하는 말이라 한 주장이 있고, 거서(居西) 및 차차(次次)와 함께 모두 '잇'을 나타낸 것이며, '잇'은 '존엄(尊嚴)·존귀(尊貴)·자선(慈善)·외기(畏忌)·존재(存在)' 등의 뜻을 지닌다고 한 견해가 있다. 한편 니사(尼師)를 '닏'의 표기로 파악하고 일본어 'nusi(主)'의 어근 'nus(nut)'과 동원어라고 한 주장도 있다. 또한 거서간(居西干)의 '居'를 '잇'으로 훈독하여 거서간과 이사금이 같은 단어이며 중세국어 '이대(靈)'의 원형으로 신격을 지칭하는 말이라는 견해가 있다. 이는 월성의 이칭인 재성(在城) 역시 왕성을 의미하는 '잇잣'의 표기라는 주장이다.

## 왕호의 변화
거서간·차차웅 → 이사금으로의 호칭 변화는 제정일치적 지도자에서 제정이 분리된 지배자로의 발전 과정이라 설명하는데, 이는 BC 1세기를 전후하여 영남 전역에 대다수 국(國)이 성립되는 상황과 연결해 볼 수 있다. 거서간·차차웅이라는 지배자의 칭호(종교적 제사장: 제의 도구 포함)가 짧게 존속되는 국가적 도입기를 거치면서, 여러 의례 구조물(제단식 지석묘⋅적석 제단, 고지성 환호, 입목 의례 시설)로 개시되는 중심 취락, 읍락의 거점화 과정이 진행되었다. 그러다가 BC 1세기를 전후하여 위만조선 유이민의 유입 등 영남 곳곳에서 새로운 변화에 기반하여 지역 국들이 출현하였고 이미 성립된 초기 국도 일정 정도 변화를 겪을 수밖에 없었을 것이다. 이런 대세적 흐름 속에서 사로국은 지배자의 호칭이 이사금으로 바뀌었고 그에 수반한 권력 기반과 국의 성격이 변화되었을 것으로 상정된다.

## 한자 표기
삼국사기 등에 나온 이사금의 유래를 통해 이사금이 한자어가 아닌 신라 고유어임을 알 수 있다. 이사금은 각종 역사서에서 泥師今, 尼師今, 尼斯今, 泥斯今 등 여러 다른 한자로 표현된다. 이 경우, 이사금의 유래에 대한 설명(잇금)으로 보아 두 번째 음절의 師나 斯는 어말자음 표기(-ㅅ)에 쓰인 글자로 추측된다.

## 역대 이사금
| 왕조명    | 대수 | 칭호                        | 휘             | 재위 기간     | 기타                                                                 |
| --------- | ---- | --------------------------- | -------------- | ------------- | -------------------------------------------------------------------- |
| 박씨 왕조 | 3    | 유리 이사금(儒理尼師今)     | 유리(儒理)     | 24년 ~ 57년   | 남해 차차웅의 아들                                                   |
| 석씨 왕조 | 4    | 탈해 이사금(脫解尼師今)     | 탈해(脫解)     | 57년 ~ 80년   | 남해 차차웅의 사위이자, 석씨의 시조                                  |
| 박씨 왕조 | 5    | 파사 이사금(婆娑尼師今)     | 파사(婆娑)     | 80년 ~ 112년  | 유리 이사금의 둘째 아들 혹은 유리 이사금의 동생인 나로(柰老)의 아들. |
| 박씨 왕조 | 6    | 지마 이사금(祗摩泥師今)     | 지마(祗摩)     | 112년 ~ 134년 | 파사 이사금의 아들.                                                  |
| 박씨 왕조 | 7    | 일성 이사금(逸聖泥師今)     | 일성(逸聖)     | 134년 ~ 154년 | 유리 이사금의 맏아들 혹은 일지(日知) 갈문왕의 아들.                  |
| 박씨 왕조 | 8    | 아달라 이사금(阿達羅泥師今) | 아달라(阿達羅) | 154년 ~ 184년 | 일성 이사금의 아들.                                                  |
| 석씨 왕조 | 9    | 벌휴 이사금(伐休泥師今)     | 벌휴(伐休)     | 184년 ~ 196년 | 탈해 이사금의 손자이며 각간 구추(仇鄒)의 아들.                       |
| 석씨 왕조 | 10   | 내해 이사금(奈解泥師今)     | 내해(奈解)     | 196년 ~ 230년 | 벌휴 이사금의 손자이자 이매(伊買)의 아들.                            |
| 석씨 왕조 | 11   | 조분 이사금(助賁泥師今)     | 조분(助賁)     | 230년 ~ 247년 | 벌휴 이사금의 손자이자, 아버지는 골정(骨正), 혹은 홀쟁(忽爭) 갈문왕. |
| 석씨 왕조 | 12   | 첨해 이사금(沾解泥師今)     | 첨해(沾解)     | 247년 ~ 261년 | 조분 이사금의 친동생.                                                |
| 김씨 왕조 | 13   | 미추 이사금(味鄒泥師今)     | 미추(味鄒)     | 261년 ~ 284년 | 김알지의 5대손 구도(仇道)의 아들. 경주 김씨이다.                     |
| 석씨 왕조 | 14   | 유례 이사금(儒禮泥師今)     | 유례(儒禮)     | 284년 ~ 298년 | 조분 이사금의 아들.                                                  |
| 석씨 왕조 | 15   | 기림 이사금(基臨泥師今)     | 기림(基臨)     | 298년 ~ 310년 | 조분 이사금의 손자이며, 이찬 걸숙(乞淑)의 아들.                      |
| 석씨 왕조 | 16   | 흘해 이사금(訖解泥師今)     | 흘해(訖解)     | 310년 ~ 356년 | 내해 이사금의 손자이며, 각간 석우로(于老)의 아들.                    |

## 같이 보기
- 거서간
- 차차웅
- 마립간
- 신라의 역대 국왕

## 참고 문헌
- 일연 (1281). 〈권제1 남해 차차웅 條〉. 《삼국유사》.
- 이사금과 이사나기

1. ↑  梁柱東, 1943:86 ; 李丙燾, 1983(上):32-33 ; 辛兌鉉, 1961.
2. ↑  池憲英, 1962.
3. ↑  徐廷範, 2000:159.
4. ↑  이정용, 《신라 在城에 대하여》, 한국지명학회, 2019.
5. ↑  김병곤 2001: 125
6. ↑  장기명, 《영남지방 초기 국의 등장 배경과 사로국 구》조, 한국상고사학회, 2024.